# Cetiedilo
El Cetiedilo es un vasodilatador periférico que posee actividad anticolinérgica. Además es un agente que impide la formación de eritrocitos falciformes.